# Hévízgyörk
Hévízgyörk ist eine ungarische Gemeinde im Komitat Pest. Sie gehört zum Kreis Aszód.

## Geografische Lage
Hévízgyörk' liegt gut vier Kilometer südöstlich der Kreisstadt Aszód, am rechten Ufer des Flusses Galga. Nachbargemeinden 
sind Bag und Galgahévíz.

## Geschichte
Hévízgyörk wurde 1438 erstmals urkundlich erwähnt.

## Städtepartnerschaften
- Neaua in Rumänien

- Schlüsselfeld in Deutschland seit 2005

## Sehenswürdigkeiten
- Römisch-katholische Kirche Szent József templom
- Römisch-Katholische Kirche Szent Márton
- Reformierte Kirche, erbaut 1796
- Evangelische  Kirche, erbaut 1829

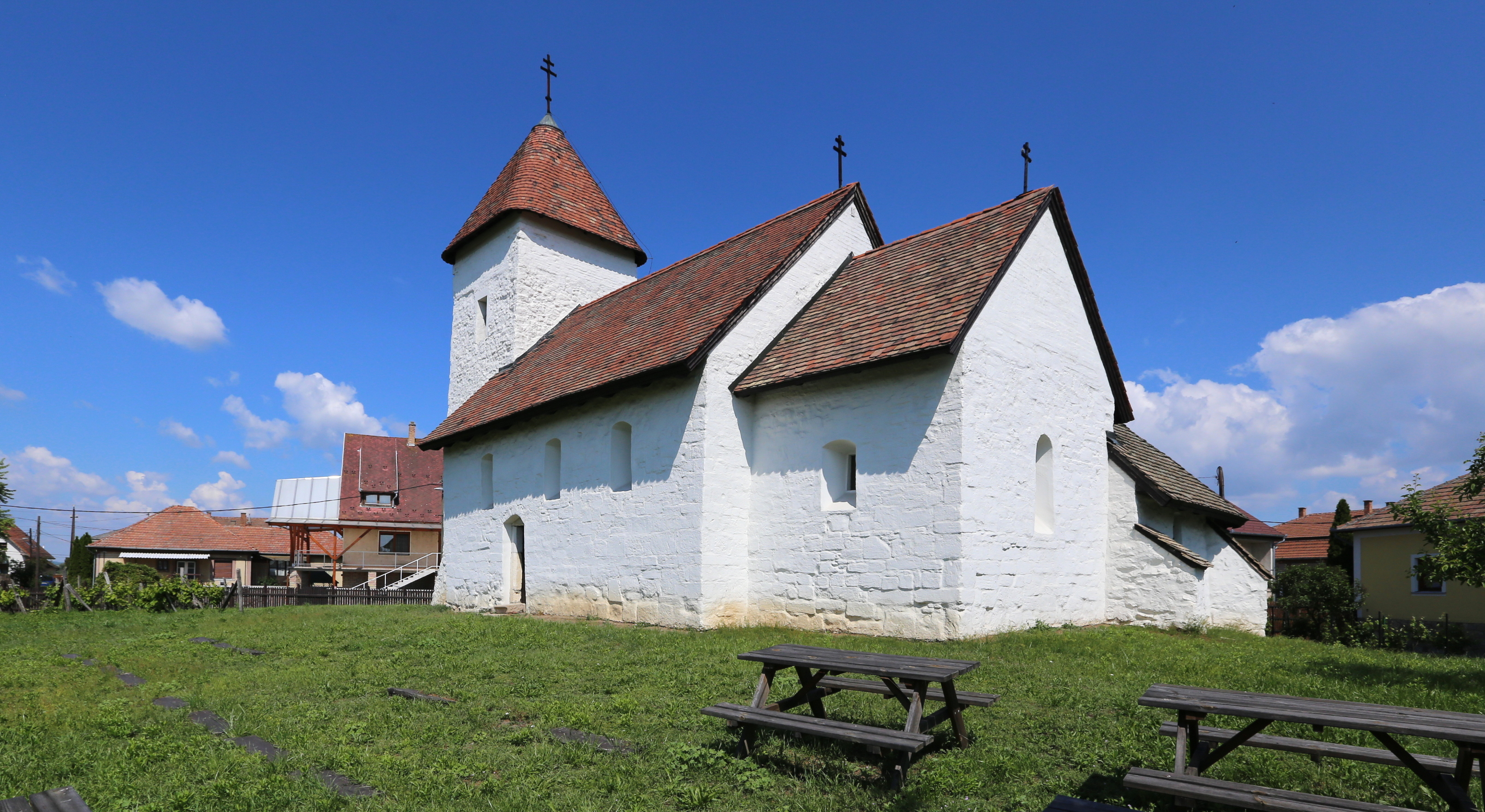
Kirche St. Martin
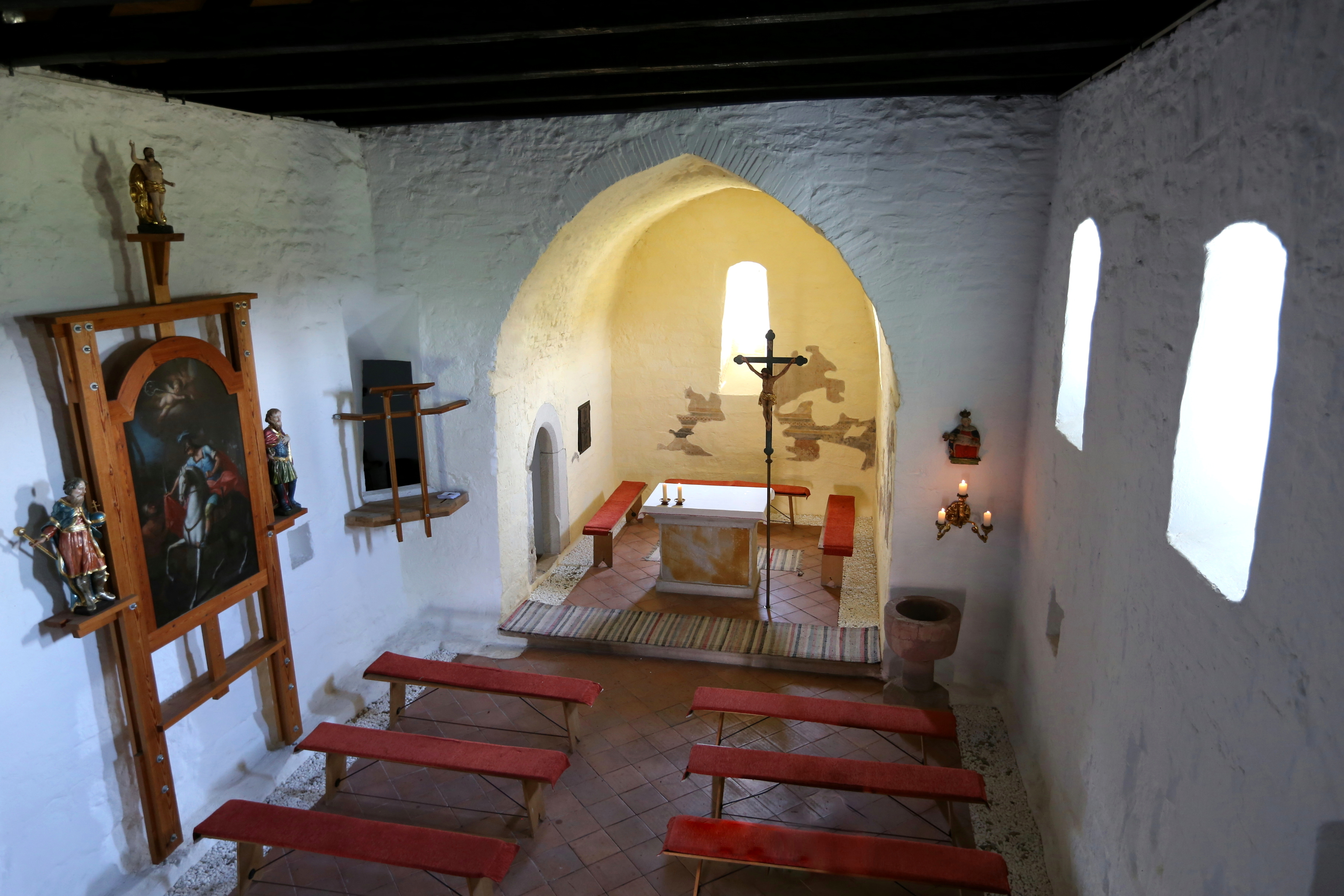
Innenraum der Kirche Szent Márton

## Verkehr
Durch Hévízgyörk verläuft die Landstraße Nr. 3105, nördlich des Ortes die Autobahn M3. Die Gemeinde ist angebunden an die Eisenbahnstrecke von Hatvan zum Budapester Ostbahnhof.

## Persönlichkeiten
- Katalin Gerő (1853–1944), Sozialarbeiterin